# Liste des épisodes de Real Humans : 100 % humain
Cet article présente la liste des épisodes de la série Real Humans : 100 % humain (Äkta Människor).

## Liste des saisons
| Saison     | Épisodes | Diffusion originale                         | Diffusion française                | Sortie en DVD   | Sortie en DVD |
| Saison     | Épisodes | Diffusion originale                         | Diffusion française                | Zone 2 Suède    | Zone 2 France |
| ---------- | -------- | ------------------------------------------- | ---------------------------------- | --------------- | ------------- |
| 1re saison | 10       | 22 janvier 2012 – 18 mars 2012 sur SVT1     | 4 avril 2013 – 2 mai 2013 sur Arte | 11 juillet 2012 | 3 avril 2013  |
| 2e saison  | 10       | 1er décembre 2013 – 2 février 2014 sur SVT1 | À partir du 15 mai 2014 sur Arte   | NC              | NC            |

## Première saison (2012)
1. titre français inconnu (Break In, Break Loose)
2. titre français inconnu (Trust No One)
3. titre français inconnu (The Lord Shall Be Our Companion)
4. titre français inconnu (Semi-Human Rights)
5. titre français inconnu (Power at Heart)
6. titre français inconnu (Sly Leo)
7. titre français inconnu (Blind Love)
8. titre français inconnu (Make Haste)
9. titre français inconnu (Heritage)
10. titre français inconnu (The Code)

## Deuxième saison (2013–2014)
1. titre français inconnu (Episode 1)
2. titre français inconnu (Episode 2)
3. titre français inconnu (Episode 3)
4. titre français inconnu (Episode 4)
5. titre français inconnu (Episode 5)
6. titre français inconnu (Episode 6)
7. titre français inconnu (Episode 7)
8. titre français inconnu (Episode 8)
9. titre français inconnu (Episode 9)
10. titre français inconnu (Episode 10)